# Apologies to the Queen Mary
Apologies to the Queen Mary è il primo album di studio del gruppo canadese indie rock Wolf Parade.

## Il disco
L'album, edito nel 2005 dalla Sub Pop Records, è stato prodotto dal celebre leader dei Modest Mouse, produttore e talent-scout Isaac Brock, in collaborazione con il gruppo stesso. Contiene dodici tracce. Il titolo dell'album è un'idea del gruppo per chiedere scusa all'equipaggio della nave da crociera Queen Mary, poiché alzando un po' troppo il gomito, in occasione del party del 2004 "All Tomorrow Parties"(dove erano presenti altri gruppi, come i Flaming Lips), causarono non pochi problemi tanto da essere allontanati dalla nave. Tutti i testi delle canzoni sono stati equamente scritti e cantati da Dan Boeckner e Spencer Krug.

## Le tracce
1. "You Are a Runner and I Am My Father's Son" (Krug) – 2:54
2. "Modern World" (Boeckner) – 2:52
3. "Grounds for Divorce" (Krug) – 3:25
4. "We Built Another World" (Boeckner) – 3:15
5. "Fancy Claps" (Krug) – 2:51
6. "Same Ghost Every Night" (Boeckner) – 5:44
7. "Shine a Light" (Boeckner) – 3:47
8. "Dear Sons and Daughters of Hungry Ghosts" (Krug) – 3:39
9. "I'll Believe in Anything" (Krug) – 4:36
10. "It's a Curse" (Boeckner) – 3:12
11. "Dinner Bells" (Krug) – 7:34
12. "This Heart's on Fire" (Boeckner) – 3:59

## Formazione
- Spencer Krug: voce, chitarra, tastiere
- Dan Boeckner: voce, chitarra,
- Arlen Thompson: batteria
- Hadji Bakara: tastiere, suoni
- Dante DeCaro: chitarra, basso, percussioni